# 피천득
피천득(皮千得, 1910년 5월 29일(음력 4월 21일) ~ 2007년 5월 25일)은 대한민국의 시인, 수필가이자 대학 교수이다. 본관은 홍천(洪川)이며, 호는 금아(琴兒)이다.
1910년 한성부에서 출생하였고 중국 상하이의 호강대학교에서 영문학을 전공하였다. 1946년부터 1975년까지 서울대학교 영문학 교수로 재직했다.
1930년 《신동아》에 〈서정별곡〉, 〈파이프〉 등의 작품을 발표하며 등단하였다. 작품으로 시집 《서정시집》, 《금아시문선》, 수필 〈인연〉, 〈은전 한 닢〉 등이 있다.

## 학력
- 중국 장쑤성 상하이 공보국 부설 중학교 졸업
- 중국 장쑤 성 상하이 후장 대학교 영어영문학과 학사

### 비학위 수료
- 1954년 ~ 1955년 미국 하버드 대학교에서 1년간 영문학 연구.

## 경력
- 서울대학교 사범대학 교수
- 서울대학교 대학원 주임교수

## 생애
금아(琴兒) 피천득 선생은 대한제국 시절인 1910년 5월 29일 한성부(서울) 종로에서 아버지 피원근(皮元根)과 어머니 김수성(金守成)의 독자로 태어났다. 아버지 피원근은 서울 종각에서 종로5가 땅까지, 강남에서는 양재동 땅에 이르기까지 알짜배기 땅을 소유한 구한 말의 유명한 거부(巨富)였다. 피천득이 6살 무렵, 아버지가 세상을 떠날 때는 일본인 대신이 장례식에 참석했다고 한다. 피천득이 10살이던 1920년, 모친마저 병으로 세상을 뜨자 삼촌 집에서 자랐다. 그의 호인 '금아'(琴兒)는 '거문고를 타고 노는 때 묻지 않은 아이'라는 뜻으로 서화(書畵)와 음악에 능했던 어머니에 대한 이야기를 듣고 춘원 이광수가 붙여준 호이다. 춘원 이광수는 피천득의 재능을 발견하고 중국 유학을 권유하였다. 피천득은 14살에 중국 상하이로 유학을 가게 되고, 상하이 공보국 중학교를 졸업한다. 20살의 피천득은 그가 존경하던 독립운동가 도산 안창호를 만나는 데 성공한다. 그는 훗날 수필에서 안창호에 대한 인간미를 회고하기도 한다. 1937년에는 후장 대학(滬江大學) 영문과에서 학사 학위를 취득하고 귀국하여 서울에서 미국계 석유회사 스탠다드 오일의 직원으로 근무하였다가, 경성중앙산업학원 교사로 근무했다. 1945년에는 경성제대 예과 교수를 지내고, 1946년부터 1975년까지 서울대학교 영문학 교수로 재직하며, 미국 하버드 대학교 등에도 강의를 했다. 1975년 이후 서울대학교 명예교수가 되었다. 피천득 선생은 2007년 5월 25일 서울에서 노환으로 별세하였다. 향년 98세였다. 슬하에 2남 1녀가 있는데 그 중 외동딸이 미국 대학에서 물리학 교수를 맡고 있다.

### 인간 관계
피천득은 독립운동가 도산 안창호, 소설가 최인호, 박완서, 춘원 이광수, 이해인 수녀 등과 친분이 있었다. 그는 인터뷰에서 “도산 안창호 장례식에 가긴 갔는데, 거길 들어가면 내 몸이 위험해 겁이 나서 뒤로 물러서 있었다”며 “그때 왜 좀 더 용감하지 못했나”라고 술회한 바 있다.

## 작품 활동
1930년 《신동아》에 시 <서정소곡>을 발표하고 뒤이어 <소곡>(1931), 「가신 님」(1932) 등을 발표하여 시인으로서 기반을 굳혔다. 또한 수필 「눈보라치는 밤의 추억」(1933), 「나의 파일」(1934) 등을 발표하여 호평을 받았다. 1946년부터 서울대학교에서 영미시(英美詩)를 강의하기 시작했다. 또한 시집으로『서정시집』(1947)과『금아시문선』(1959)을 간행하는 한편 문집으로『산호와 진주』(1969)를 간행하여 투명한 서정으로 일관한 작품세계를 보였다. 일체의 사상이나 관념을 배제한 순수한 서정을 기반으로 시정(詩情)이 넘치는 아름다운 정조와 생활을 노래하였다. 특히『산호와 진주』에 실려 있는 그리움을 꿈으로 승화시킨 「꿈」이나 「편지」, 소박하면서도 전통적인 삶의 서정으로 노래한 「사랑」 및 순수한 동심과 자연을 기조로 한 작품이 상당수 실려 있다. 1976년에는 수필집 『수필』과 번역 시집으로 셰익스피어의 『소네트 시집』을 간행하였다. 특히 『수필』은 수필 형식으로 쓴 수필론으로, 은유법을 적절히 구사하여 수필의 본질과 특질을 잘 나타낸 그의 대표작이다. 「은전 한 닢」, 「눈보라 치는 밤의 추억」, 「기다리는 편지」 등의 수필에서는 생활에 얽힌 서정적이고 섬세한 필치로 그의 다정다감한 세계관을 주관적인 명상으로 수필화 시키고 있다. 1980년에는 『금아문선(琴兒文選)』과 『금아시선(琴兒詩選)』을 출판하였으며, 1993년에는 시집 『생명』, 『삶의 노래』를 펼쳐 내었다. 1996년 수필집 『인연』을 출간했는데 표제작인 「인연」은 각종 국정교과서에 실리는 등 독자들의 많은 호평을 받아 집중적인 관심을 받았다. 피천득은 「엄마」, 「유순이」, 「아사코」, 「서영이」, 「구원의 여상」 등의 작품에서 특히 여성들을 찬미하고 그리워하며 연민의 정을 행간에 아름답게 풀어놓고 있다. 『수필』에서 수필문학의 본질을 ‘마음의 산책’, ‘독백’, ‘쓰는 사람을 가장 솔직히 나타내는 문학형식’으로 규정짓고 있어 수필의 문학성에 대한 의미를 부여하였다. 2002년 한일 월드컵 때는 대한민국 대표팀을 응원하며 「붉은 악마」라는 시를 발표하기도 했다.

### 영어 번역 작품
- 《가지 않은 길》- 로버트 프로스트(Robert Frost)
- 《큰바위 얼굴》 - 너새니얼 호손(Nathaniel Hawthorne)

## 평가
피천득의 수필은 간결한 문체로 명징한 사색을 펼쳐 놓음으로써 하나의 경지를 이루고 있다. 순수하고 고결한 정신세계를 영롱한 언어로 적어놓은 그의 수필은 운문을 읽는 것처럼 경쾌하며 독특한 글쓰기의 전범을 보이고 있다. 이양하와 함께 한국 수필문학의 중요한 작가로 꼽힌다. 피천득 선생은 한국 현대수필의 기초를 세운 선구자로 평가된다. `수필은 난이요 학이요, 청초하고 몸맵시 날렵한 여인`이라고 정의했던 그의 글은 실제로도 담백하고 고왔다. 평범한 일상조차도 피천득의 글로 옮겨지면 소중하고 가치 있는 울림을 전달했다.

### 비판론
- 영문학자 이태동은 피천득의 수필이 산문에 속하는 수필에 시적인 요소를 너무 강조하여 내용이 단편적이고 감각적이라고 비판한다. 〈인연〉을 포함해 그의 작품 대부분은 주제의식, 도덕성 측면에서 정전이 되기에는 부족한 면이 없지 않다는 것이다. 그의 죽음에 일간지 기자들이 〈인연〉을 세계적인 걸작처럼 평가한 '눈먼 과찬'은 영문학자로서 깨끗하게 살면서 정갈한 수필을 겸허한 마음으로 써왔던 그를 ‘욕되게´ 만드는 슬픈 결과를 가져왔다는 시각도 없지 않다며 객관적 평가를 해야 한다고 주장했다.[2]

### 긍정적 평가
- 피천득의 제자인 석경징 서울대학교 교수는 스승인 피천득에 대해 “낭만주의 시와 스피노자를 좋아했고, 명석하고 군더더기 없는 삶을 사셨다.”고 말했다. 그러면서 단순하고 치장이 없는 금아의 글은 영원불멸이라고 평가했다. 또한 그는 수필로 알려진 작품 〈인연〉은 수필이 아닌 소설이라고 말했다. “‘아사꼬’의 상대역인 그 청년은 한낱 소설 속의 주인공인데 수필로 분류되는 바람에 피 선생님이 수필 속의 청년으로 잘못 인식돼 있다. 생전에 선생님한테 그 얘기를 했더니 그냥 웃어넘기셨다. ‘인연’에 나오는 청년은 약간 치졸하고 질투심 많은데 금아와는 전혀 상관이 없다. 선생님은 서울 YMCA를 통해 도쿄 YMCA 관계자를 만나 기숙할 집을 소개받았다. 그때 잠시 보게 된 것이 수필 ‘인연’에 나오는 아사꼬이다. 그저 잠시 봤을 뿐인데 마치 선생님이 아사꼬를 사랑하고 질투한 것처럼 묘사가 됐다. 수필이 아닌 소설이다.”라고 하며, 수필로 알려진 경위에 대해 “1959년 출판사 일조각에서 ‘금아시문선’을 발간했다. 그때 선생님이 쓰신 글을 함께 묶어 책을 내면서 소설로 쓴 ‘인연’도 ‘문선’이라는 수필로 나왔다. 그후 정정이 안 됐고 그게 오늘날까지 이르고 있다.”고 말했다.[3]
- 피천득의 제자인 심명호 서울대학교 교수는 스승인 피천득에 대해 "인간적인 깨끗한 심성이 바탕이 되어, 글에 지나치게 기교를 부리지 않고 차분하게 고은 작품을 쓰셨다"고 평가했다.[4]
- 문학평론가 권오만 서울시립대학교 교수는 `금아 시의 금빛 비늘`이란 글에서 "피천득은 시에서도 빼어난 작품을 다수 남겼다"며 "수필처럼 짧고 꼼꼼한 구조가 특징인 그의 시 작품은 강한 서정성을 지니고 있어 영롱한 진주 같다는 인상을 준다"고 말했다.
- 이길원 국제펜클럽 한국본부 이사장은 `영원한 스승 피천득 선생님`이란 글에서 "언론에선 선생님의 작품에 초점을 맞추고 있지만 제자들은 장식품 하나 없는 작은 아파트에서 책과 더불어 지내셨던 소탈한 인품을 더 그리워한다"고 회상했다.
- 문학평론가 김우창 이화여자대학교 석좌교수는 `선생님은 군밤을 주머니에 넣고 걸으면서 먹는 것, 딸(서영)의 말소리, 선술집에서 풍겨오는 불고기 냄새를 좋아한 사람`이라고 추억했다.[5]
- 정정호 중앙대학교 영어영문학과 교수는 기조발제문 ‘피천득의 1930년대 초 등단기의 작품 활동 개관’에서 “피천득의 시는 결코 그의 수필보다 수준이 낮지 않지만 우리 문단은 시와 수필 양쪽 분야에서 탁월한 피천득을 그대로 인정하는 데 인색하다”며 “피천득 수필의 특성은 그것이 시적이라는 데 있으므로 그의 수필은 일종의 ‘산문시’로 보아도 무방하다”고 평가했다. 이경수 중앙대학교 국어국문학과 교수는 발표문 ‘피천득 시 세계의 변모와 그 의미’에서 그의 시가 현대 시문학사에서 소외된 데 대해 “피천득의 시는 대체로 소박하고 동시의 범주에서 읽을 수 있거나 현대시조의 형식을 취하는 사례가 많기 때문으로 보인다”고 분석했다.
- 번역가로서의 피천득을 조명해야 한다는 목소리도 있다. 이창국 중앙대학교 명예교수는 발표문 ‘피천득과 번역’에서 “피천득은 셰익스피어 시 중에서도 형식과 기교가 가장 정교한 소네트 154편 전부를 명쾌하게 번역했다”며 “흔히 번역문이 애매할 때 원문으로 돌아가 해답을 얻지만 피천득의 소네트 번역은 분명하고 자연스럽고 아름답기 때문에 오히려 원문이 애매할 때 피천득의 번역문과 대조해 보면 뜻이 자명해지기도 한다”고 설명했다.[6]

## 상훈
- 1991년 대한민국 문화예술상 은관문화훈장
- 1995년 제9회 인촌상 (문학부문)
- 1999년 제9회 자랑스런 서울대인상

## 가족 관계
부인 임진호(林珍鎬) 여사 사이에서 2남 1여를 두었다. 피천득의 자손들은 문학에서 의학, 화학, 물리학, 법학, 음악, 예술 등 다양한 분야에서 천재성을 발휘했다.
- 피세영(皮世英) : 피천득의 장남. 동국대학교 연극영화과 출신으로 60~70년대 연극배우, 탤런트, 성우, 라디오 DJ로 활동했다. 은퇴 후 30여년간 캐나다에서 치기공사(dental technician)로 치과 기공소를 운영하다가 부친의 권유로 한국에 귀국하여 경북 문경에서 수목원을 운영하고 있다.
- 피수영(皮守英) : 피천득의 차남. 서울대학교 의과대학 출신으로 미네소타 대학교 외과대학 소아과 교수, 서울아산병원 소아과 과장, 울산대학교 의과대학 소아과 교수를 역임했다. 수필 〈피가지변(皮哥之辯)〉 중 "성은 피가라도 옥관자(玉貫子) 맛에 다닌다는 말이 있다. 관자라는 것은 "금" 옥 또는 뼈나 뿔로 만든 것으로, 망건줄 꿰는 단추같이 생긴 작은 고리다. 옥관자에는 두가지 종류가 있는데, 새김을 넣는 것은 당상 정3품에 있는 사람이 다는 것이요, 새김을 넣지 않은 것은 종1품이나 달 수 있는 것이다. 피씨가 달든 것은 물론 후자는 아닐 게고 전자라 하더라도 상당한 양반이 아닐 수 없다. 그런데 희성이기는 하지만 어찌하여 역사에 남은 이름이 그다지도 없었던가? 알아보니, 피씨의 직업은 대개가 의원이요, 그 중에는 시의(侍醫, 임금·왕족의 진료를 맡은 의사)도 있었다는 것이다. 그런데 어전까지 가까이 들어가려면 적어도 당상 정3품은 되어야 했다. 의학을 공부하는 우리 아이는 옥관자는 못달더라도 우간다에 가서 돈을 많이 벌어 가지고 올 것이다." 라고 하였는데 수필에 나오는 아이가 바로 당시 서울대학교 의대에서 의학 공부를 하던 차남 피수영이다.[8]
- 피서영(皮瑞英) : 피천득 선생의 수필집에서 자주 언급되는 막내 딸로 수필 〈서영이〉의 주인공이기도 하다. 서울대학교 물리학과를 졸업하고, 미국 스토니브룩 대학으로 유학을 갔다. 현재는 보스턴 대학교 물리학과 교수로 재직 중이다. 유학 시절에 이휘소의 지도를 받기도 했다. 유명 바이올리니스트 스테판 피 재키브의 어머니이기도 하다.
  - 스테판 피 재키브(Stefan Pi Jackiw) : 피천득 선생의 외손자로 매사추세츠 공과대학교 물리학과 교수인 아버지 로먼 재키브(Roman Jackiw)와 보스턴대 물리학 교수인 피서영씨 사이에서 태어났으며, 현재 인기 바이올리니스트로 활동 중이다. 12세때 보스턴 팝스 오케스트라와의 협연으로 데뷔했으며, 이후 에이버리 피셔 상을 수상하는 등 두각을 나타내며 현재까지도 왕성한 활동을 펼치고 있다. 하버드 대학교 출신.[9][10]

## 같이 보기
- 이양하

## 박물관
- 금아 피천득 기념관 - 서울 송파구 잠실동 롯데월드 민속박물관 입구

## 참고 문헌
- 피천득 - 한국민족문화대백과